# أصول تاج محل ومعماره
تاج محل أجلى صرح خلفه عهد إمبراطورية مغول الهند المسلمين، مثالا على فن عمارة مغول الهند. أصوله شاهدة على العصر الذي حكم فيه جيل من المغول معظم الهند. فاجعا على وفاة زوجته الفضلى ممتاز محل، قرر الإمبراطور المغولي شاه جهان أن يضرح لزوجته ضريحا مخلدا. اليوم، صار ضريح تاج محل من أشهر بنايات العالم.

## تصاميم الموقع

### مرأى عام
«دمعة مرمر تقف على وجنة الزمن» – روبندرونات تاكور
1. طنف القمة: قبة مزينة، بأسلوب مشابه لذلك في الباغودا.
2. زخرفة اللوتس: نقشات على شكل زهرة لوتس حول القبة.
3. قبة مكورة: أو بشكل امرود، شائعة في فن البناء عند المسلمين، ومن لدنهم إلى الروس الذين اتبعوا ذلك الأسلوب من بعد.
4. قاعدة القبة: أو الطبلة، ذات طول يبلغ سبعة أمتار.
5. بريجات: قمم مستدقة يسمون الواحدة منها گلدستہ.
6. سراديق مقببة: چھتری، مثال على المزارات.
7. أفاريز: أقواس ذات رونق
8. رتاج منمنم: بفن الخط العربي، مرسومة عليه آيات من القرآن. سموا الباب دروازے روضہ.
9. أقواس: أو أبواب صغيرة متماثلة، تضم كل منها إيوانا، تسمى عند الفرس پیش طاق.
10. أعمدة: من مرمر.

### تصميم للنقر
انقر الصورة للتنقل
يمكن تقسيم مركب تاج محل إلى خمسة أقسام:
1. ماہتاب باغ، حديقة القمراء: إلى جهة الشمال لنهر يمنا.
2. شمالی فرش، شرفة على ساحل النهر: تحوي روضہ منورہ، المسجد غربها والجواب شرقها، أما الجواب فهو محل كان الزوار يحلون به.
3. چهارباغ: حديقة مساحتها ثلاثمئة متر مربع، تشتمل على سراديق كثيرة.
4. جلوخانه: عرصة تحتوي على حجرة من أجل زوار القبر مع قبرين على يمينه ويساره.
5. تاج گنج أو ممتاز آباد: بلدة مستراح صغيرة، من بازار وكاروانسراي لخدمة الزوار.

يصل الرتاج بين الجلوخانة والحديقة. تمتد الطريق من تاج كنج إلى النهر عبر دركات متنازلة. بوصف معاصر، فإن أرجاء مركب تاج محل مرتبة من شرفة النهر حتى تاج كنج.

## أبعاد
| عنصر                                                       | أمتار | أمتار           | أمتار | أجزاز           | أجزاز           | أجزاز |
| عنصر                                                       | طول \ عرض \ قطر                                                                                           | سعة \ عمق \ جنب | علو   | طول \ عرض \ قطر | سعة \ عمق \ جنب | علو   |
| ---------------------------------------------------------- | --- | --------------- | ----- | --------------- | --------------- | ----- |
| كل المجمع                                                  | 896.1 | 300.84          |       | 1112.5          | 374             |       |
| المجمع المحفوظ                                             | 561.2 | 300.84          |       | 696             | 374             |       |
| تاج گنج                                                    | 334.9 | 300.84          |       | 416.5           | 374             |       |
| جلوخانه                                                    | 165.1-165.23                                                                                              | 123.51          |       | 204             | 153             |       |
| دروازے روضہ                                                | 41.2 | 34              | 23.07 | 51              | 42              | 28.5  |
| چهارباغ                                                    | 296.31 | 296.31          |       | 368             | 368             |       |
| شمالی فرش                                                  | 300 | 111.89          | 8.7   | 373             | 138             |       |
| روضہ منو                                                   | 56.9 | 56.9            | 67.97 | 70              | 70              | 84    |
| مینار                                                      | 5.65 |                 | 43.02 | 7               |                 | 53.5  |
| المسجد                                                     | 56.6 | 23.38           | 20.3  | 70              | 29              | 25-29 |
| كل الأبعاد حسب ص. 258-259 لدى إبا ك. مع رسم ريشار أندري ب. | |                 |       |                 |                 |       |
|                                                            | هذه المقالة بحاجة لمراجعة خبير مختص في مجالها. يرجى من المختصين في مجالها مراجعتها وتطويرها. (يناير 2014) |                 |       |                 |                 |       |

## مرافق المجمع

### حديقة القمراء
حديقة القمراء "ماہتاب باغ" الموجودة في شمال نهر يمنا، والتي تساوي مساحتها مساحة بقية المجمع، ولقد شهدت هذه الحديقة فيضانات كثيرة من النهر منذ زمن المغول نتيجة لذلك الهياكل المتبقية مدمرة تماما، بقايا أربع أراج حددت زوايا الحديقة ولكن لم يبق سو واحد منهم، وملك الحديقة نظاما مائياً يقوم بتغذية البركة.

### ضريح
تقع في الفرش الشمالي حيث يكون الجواب شرقها والمسجد غربها، يتكون الضريح من الرخام الأبيض، وهو بشكل مكعب مكشوط الزوايا تعلوه قبة وتحيطه أعمدة. الضريح من أربعة طوابق، يوجد في الأرضي منها تابوتا شاه جهان وممتاز محل.

### أروقة جنوبية
ایوان در ایوان: الأروقة الجنوبية المعمدة ممتدة على طول الجزء الشمالي من الحديقة الجنوبية، وإلى جزئي الرتاج الشرقي والغربي.

### عرصة
كانت العرصة أو الجلوخانة —وتعني أمام ⁬البيت— من أوائل الساحات المصممة بالفن المعماري المغولي الهندي، بطلب من شاه جهان.

#### شارعا البازار
يصل بين الأبواب شرقا وغربا وبين وسط العرصة شارعان متضارعان بدقة.

### فناءان شماليان
في زوايا العرصة الشمالية فناءان يضمان خواص‌پورين، حيث كانت توفرت خدمة للزوار وحفظة القرآن.

#### قبران ثانويان
سہیلی برج: في قبرين راكنين إلى جهة الجنوب من العرصة، ترقد، حسب رسوم توماس ووليام دنيل، كل من اکبرآبادی‌محل شرقا وفاتح‌پوری‌محل غربا، وهما اثنتان من نساء شاه جهان.

#### بازار وكاروانسرا
تاج گنج: حيث البازار، الكاروانسرا وهو الفندق الصغير، كلاهما كان في الأصل لإيواء بنائي تاج محل. أما فيما بعد، فقد صار البازار متجرة كبيرة والكاروانسرا خانا يستقبل فيه السياح.

### فوارة
تتوفر في تاج محل شبكة مياه معقدة ببنية تحتية مركبة، فقد حفر لها مجرى من النهر، وأجريت المياه عبر قناة مقوسة إلى صهريج كبير، منه في ثلاثة صهاريج صغيرة إلى أن يبلغ المجمع.

## حواش
1. 1 2  Koch, E. نسخة محفوظة 4 مارس 2016 على موقع واي باك مشين. Mughal Palace Gardens from Babur to Shah Jahan, 1526-1648 نسخة محفوظة 16 سبتمبر 2012 على موقع واي باك مشين.
2. ↑  The complete Taj Mahal: and the riverfront gardens of Agra [وصلة مكسورة] نسخة محفوظة 5 مارس 2020 على موقع واي باك مشين.
3. ↑  Thomas & William Daniell - V.S. Godbole. Taj Mahal and The Great British Conspiracy: Part I نسخة محفوظة 14 أكتوبر 2017 على موقع واي باك مشين.